# Черен лешояд
картал пренасочва насам.  За селото в Украйна вижте Картал (село).
Черният лешояд (Aegypius monachus), наричан още и Картал е едър представител на семейство Ястребови (Accipitridae). Дължината на тялото му е 110 – 120 cm, размах на крилете 265 – 300 cm и тежи 6,3 – 12,5 kg. Няма изразен полов диморфизъм.

## Разпространение
Среща се в южните части на Европа, Азия и Африка. Обитава планински, горски и полупустинни местности. В България е бил постоянен вид и обитавал страната целогодишно. През зимата се спускал от планините в равнините и низините.

## Начин на живот и хранене
Основно мършоядна птица, храни се предимно с месо от умрели животни, но понякога улавя дребна плячка, като зайцевидни, катерици, костенурки и гущери. Когато забележи труп на умряло животно се спуска пикирайки със сгънати крила, като издава характерен звук от който идва и народното му название.

## Размножаване
Гнезди по дърветата. Гнездото се ремонтира и подновява всяка година и достига 2 m в диаметър и 1 m височина. Снася 1 яйце. Мътят 55 дни и двамата родители. Когато мъти много трудно е да бъде изгонен от гнездото, възможно е дори да бъде хванат с ръце, без да се опита да избяга. Гнезди средно веднъж на две години.

## Допълнителни сведения
На територията на България е много рядък и защитен вид. През 2019 година белгийски зоопарк дарява черен лешояд на България с цел историческата популация в страната да се възстанови. През май 2020 година обаче е установено, че лешоядът е убит от бракониери в Кърджалийско.